# Aaron Renfree
Aaron Paul Renfree (Truro, Cornualles; 19 de diciembre de 1987) es un cantante y actor británico. Fue el miembro de mayor edad de S Club 8, una banda spin-off de S Club 7. También protagonizó la serie de televisión "I Dream" con el resto de la banda, pero no apareció en todos los episodios debido a que se encontraba estudiando para sus exámenes GCSE en el momento de las grabaciones.

## Trayectoria

### 2001-2005: S Club 8
En el año 2001, Aaron Renfree audicionó para formar parte del grupo que sería telonero de la popular banda pop S Club 7 en su "S Club Carnival Tour 2002". Durante 2002, la banda, inicialmente llamamada S Club Juniors, lanzó 4 sencillos y actuó en un episodio de la serie "Viva S Club".
S Club 7 se separó en 2003, pero 19 Entertainment (discográfica de la banda) decidió que S Club Juniors continuara su camino, siendo renombrada S Club 8. En 2004, la banda vuelve a cambiar su nombre a I Dream, debido a la filmación de una serie de televisión del mismo nombre, "I Dream", grabada en España. El programa tuvo una temporada de 13 episodios. A principios de 2005, el grupo se disolvió.
Aaron utilizó aparatos dentales durante algunos de sus años con S Club 8.

### 2005-presente: Carrera en solitario
Después de que S Club 8 se separara en 2005, Aaron se unió a la compañía de baile TK Spin, que trabajó en los estudios "Pineapple Dance Studios" en Londres. Abandonó la compañía un año después.
Para 2007, Aaron se hizo miembro del grupo de baile Jongleurs, creado por Aaron y Courtney McGrath. Todos los miembros del grupo debieron realizar entrenamiento profesional en el colegio de baile "Laine Theatre Arts", situado en Surrey y donde Aaron ya había estudiado. Posteriormente, Renfree realizó el papel de Dandini en la obra "Cinderella", en el teatro "Assembly Halls Theatre" de Tunbridge Wells.
Desde julio de 2008, y durante ese año, Aaron participó en la obra "Flashdance: The Musical". Y desde 2009, se encuentra de gira realizando la obra "We Will Rock You: The Musical". En el 2014 participó como parte del cuerpo de baile de The Saturdays en su nuevo tour The Greatest Hits Live.

## Filmografía

### Televisión
- 2001: "S Club Search".
- 2002: "S Club Juniors: The Story".
- 2002: "S Club Juniors Summer Special".
- 2002: "Viva S Club".
- 2004: "I Dream".
- 2009: "Poor Rich Kids".

### Teatro
- 2007-2008: "Cinderella".
- 2008-2009: "Flashdance: The Musical".
- 2009-presente: "We Will Rock You: The Musical".